# Godętowo
Godętowo  (deutsch Goddentow) ist ein Dorf im Powiat Wejherowski (Neustädter Kreis) in der polnischen Woiwodschaft Pommern. Es gehört zum Verwaltungsbezirk Gmina Łęczyce.

## Geographische Lage
Das Dorf liegt in Hinterpommern, im Tal der Leba, etwa 13 Kilometer nordöstlich von Lauenburg in Pommern, sieben Kilometer nordnordwestlich des Kirchdorfs Dzięcielec (Zinzelitz,  1939–1945 Spechtshagen), einen Kilometer südlich des Nachbardorfs Łęczyce (Lanz) und 27 Kilometer westlich von Wejherowo (Neustadt in Westpreußen).

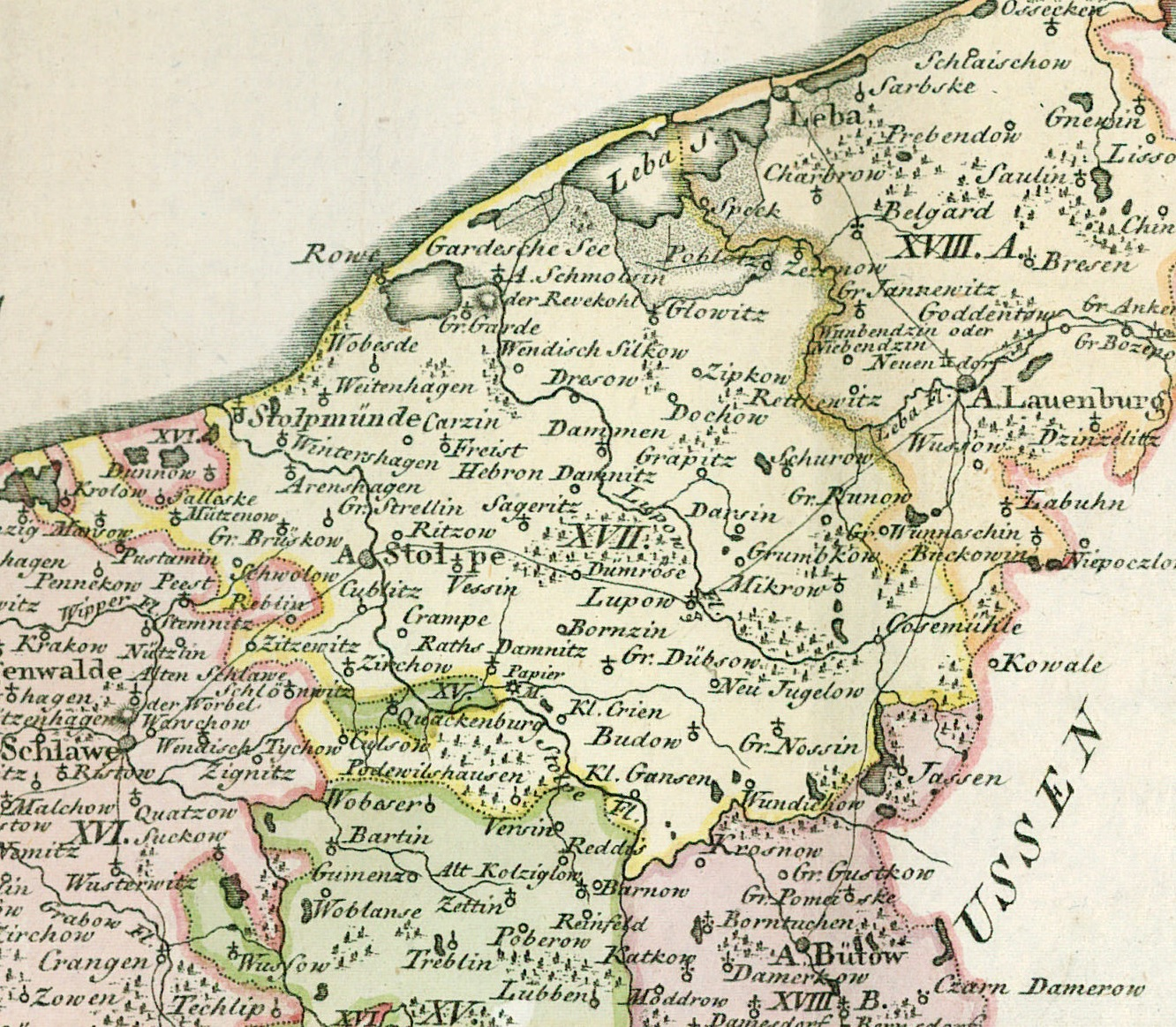
Goddentow, nordöstlich der Stadt Stolp (früher Stolpe geschrieben), nordöstlich der Stadt Lauenburg i. Pom. und nordnordwestlich des Kirchdorfs Zinzelitz (Dzinzelitz, 1939–1945 Spechtshagen), auf einer Landkarte von 1794

## Geschichte

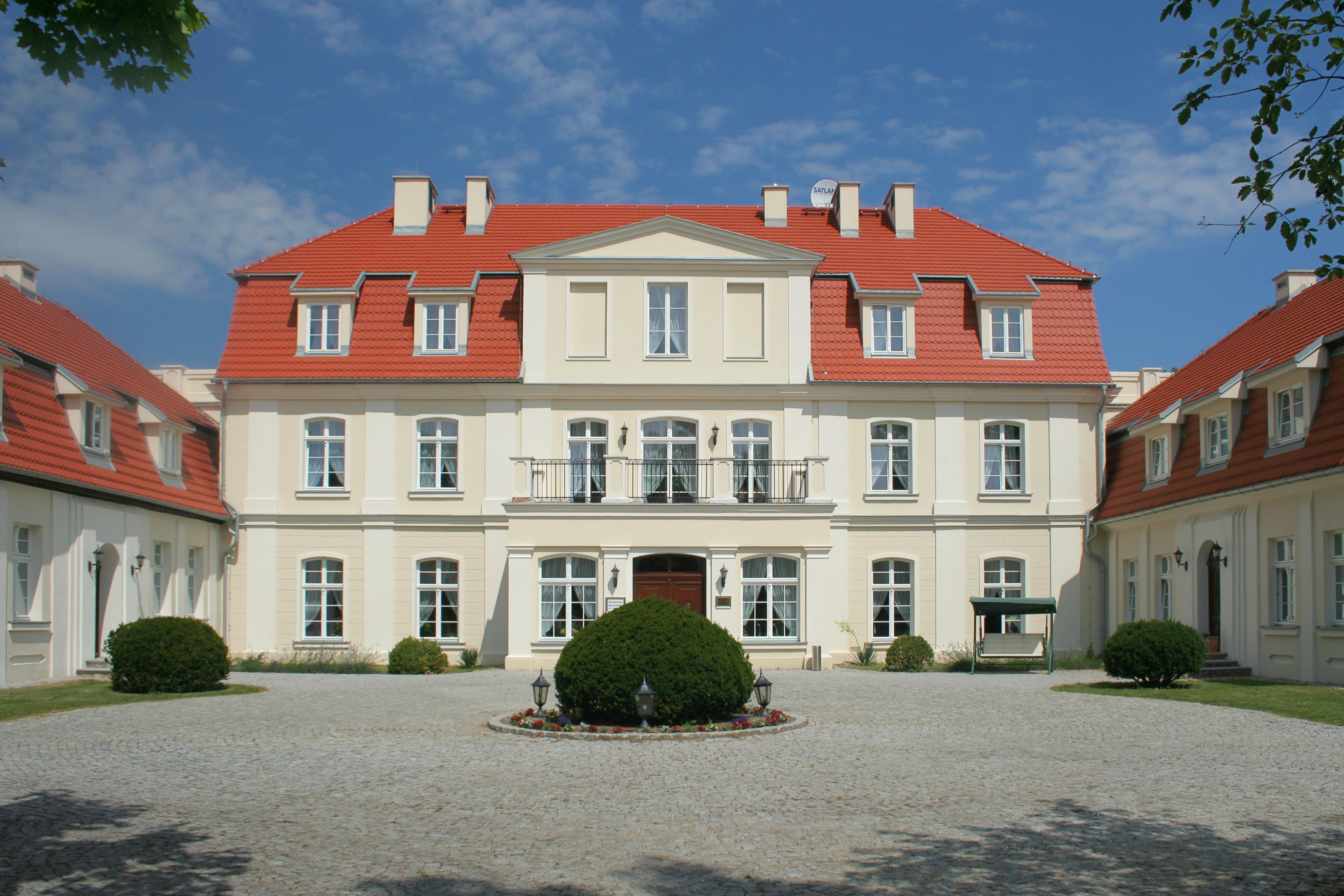
Ehemaliges Gutshaus Goddentow (2010)

Um 1780 hatte die adlige Ortschaft ein herrschaftliches Wohnhaus, ein Vorwerk, eine auf der Feldmark des Dorfs gelegene Wassermühle, einen Krug, eine Schmiede und 13 Feuerstellen (Haushaltungen); Besitzer war zu dem Zeitpunkt der Hauptmann Philipp George von Weiher.
Am 1. April 1927 hatte das Gut Goddentow eine Flächengröße von 860 Hektar, und am 16. Juni 1925 hatte der Gutsbezirk Goddentow 197 Einwohner.  Zu gleichen Zeiten hatte der benachbarte Gutsbezirk Felstow eine Flächengröße von 1078 Hektar und 275 Einwohner. Am 30. September 1928 wurden der Gutsbezirk Felstow und ein Teil des Gutsbezirks Goddentow zur Landgemeinde Goddentow zusammengeschlossen.
Anfang der 1930er Jahre hatte die Landgemeinde Goddentow eine Flächengröße von 19,4 km². Innerhalb der Gemeindegrenzen standen insgesamt 46 bewohnte Wohnhäuser an elf verschiedenen Wohnstätten:.
1. Alte Ziegelei
2. Bahnhof Goddentow-Land
3. Felstow
4. Felstower Krug
5. Fichtkaten
6. Forsthaus Felstow
7. Goddentow
8. Karlshof
9. Mühle Felstow
10. Nieder Felstow
11. Schäferei Ober Felstow

Um 1935 gab es in den beiden eng aneinander grenzenden Dörfern Goddentow und Lanz zusammen unter anderem drei Gasthöfe, eine Spar- und Darlehnskasse, drei Gemischtwarenläden, eine Molkerei, eine Mühle, zwei Holzsägewerke, zwei Schmieden, zwei Sattlereien, eine Stellmacherei und eine Tischlerei.

Ruine eines alten Wirtschaftsgebäudes des ehemaligen Guts Goddentow
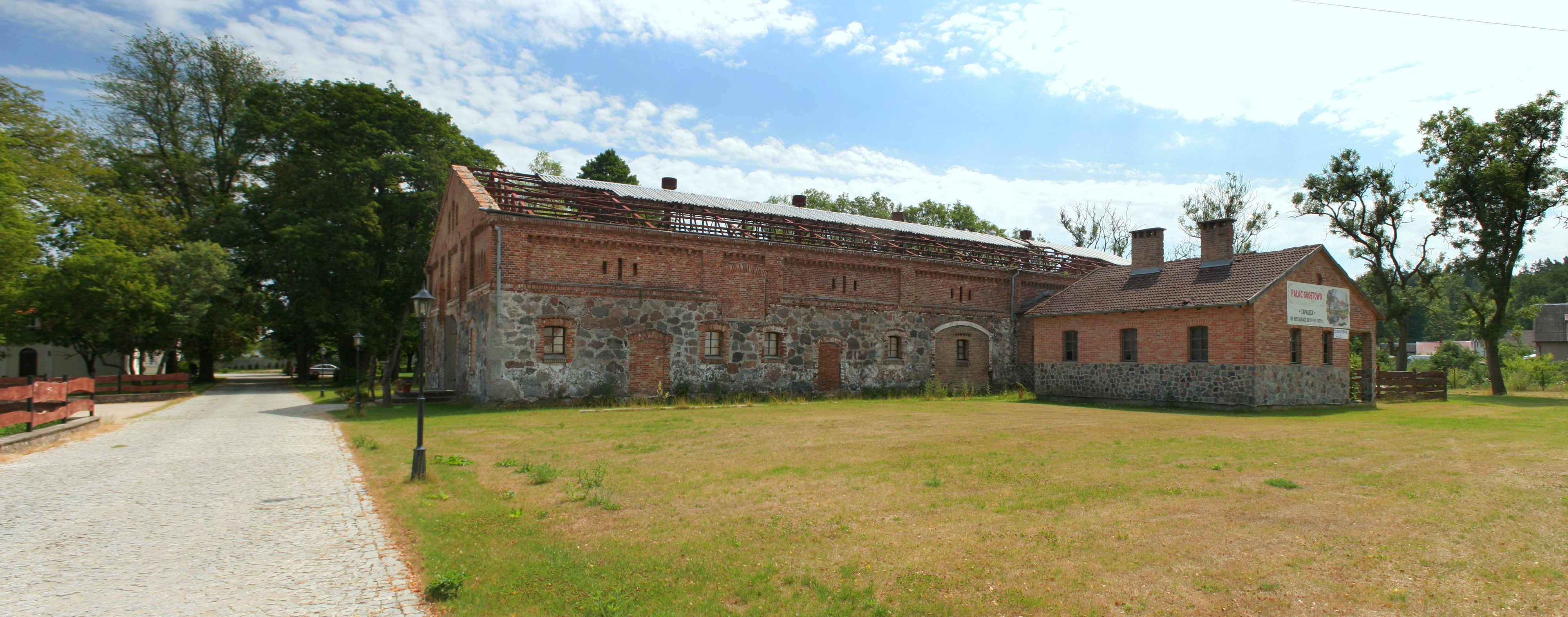
Juli 2010
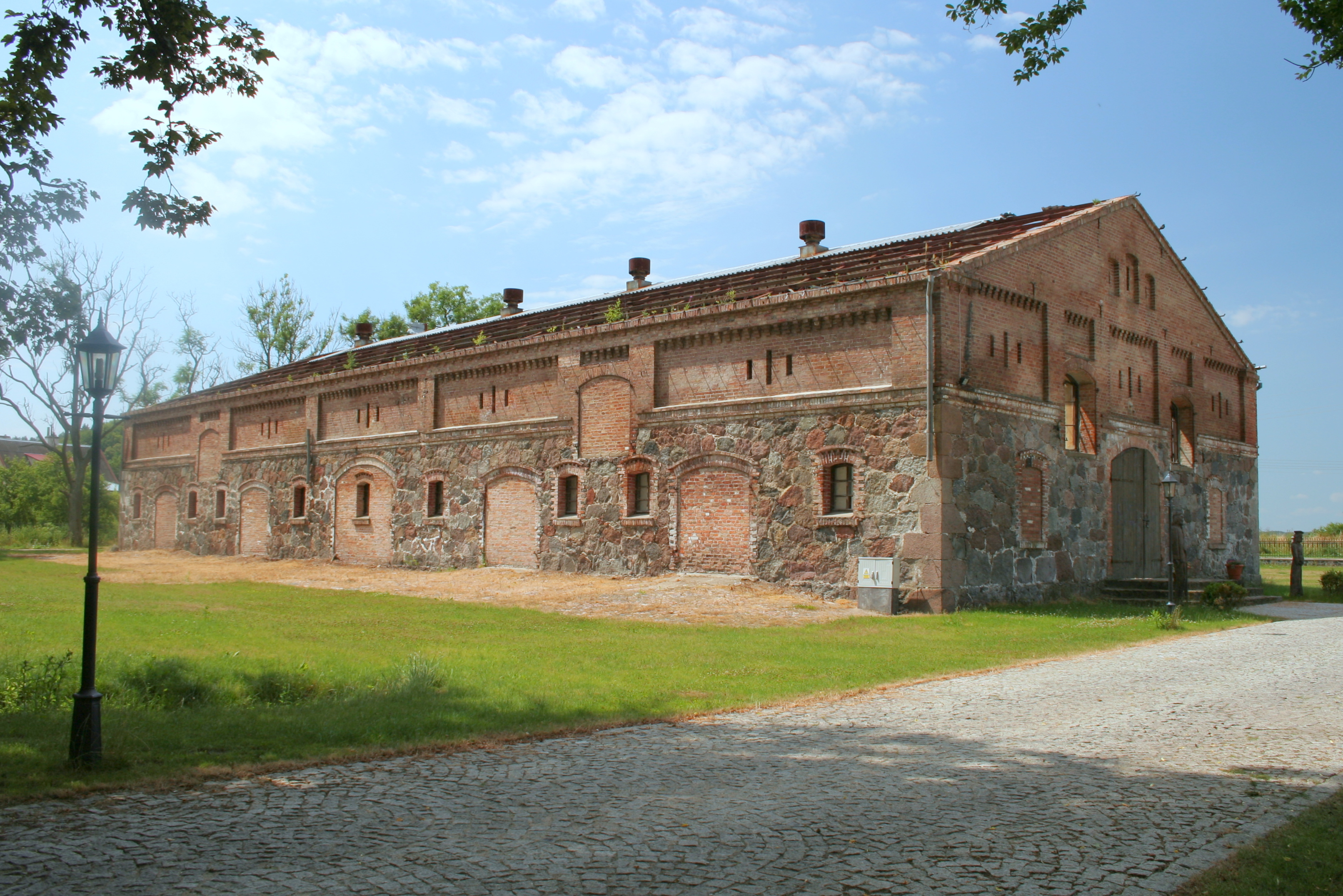
Juli 2010
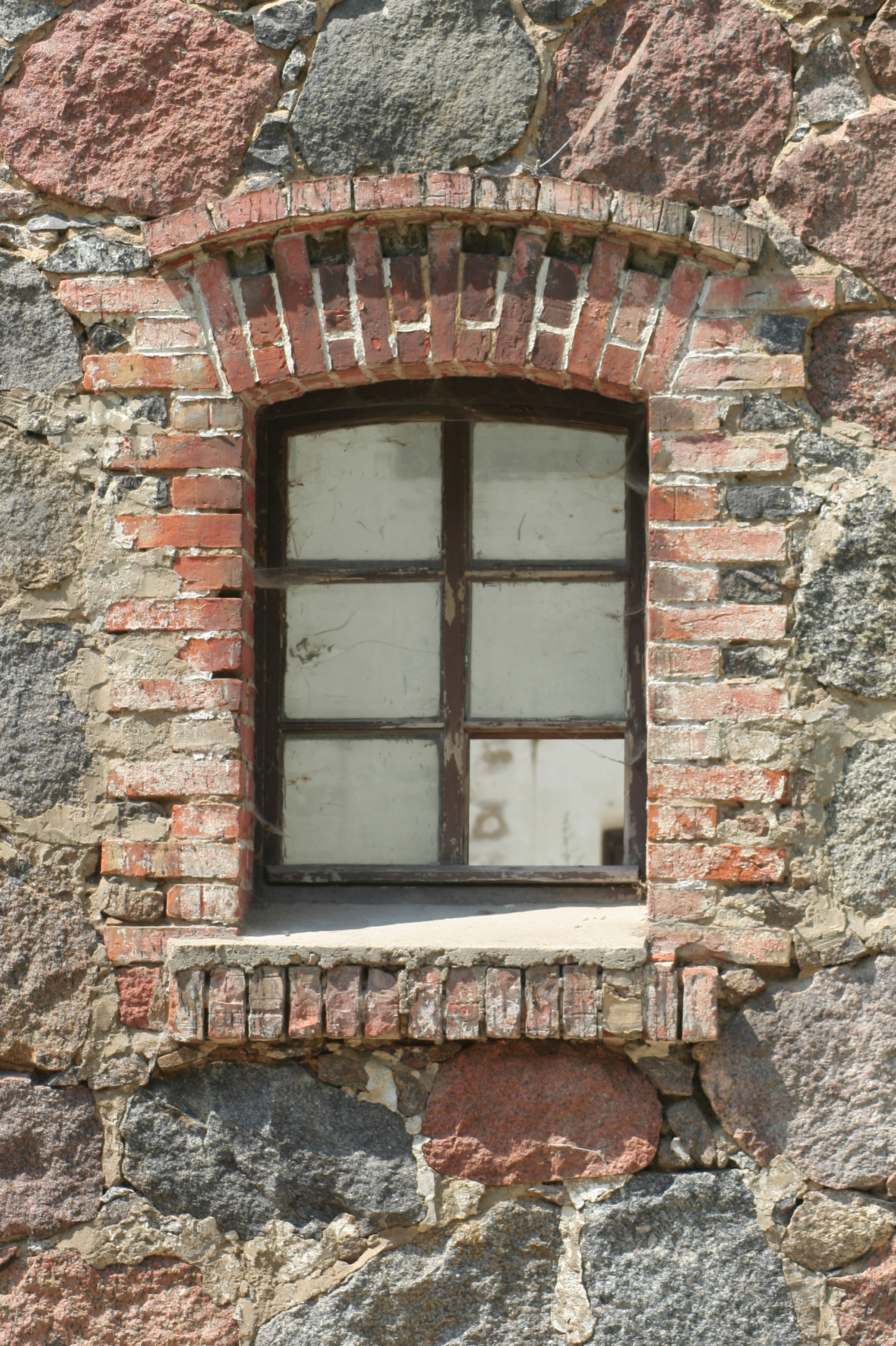
Juli 2010
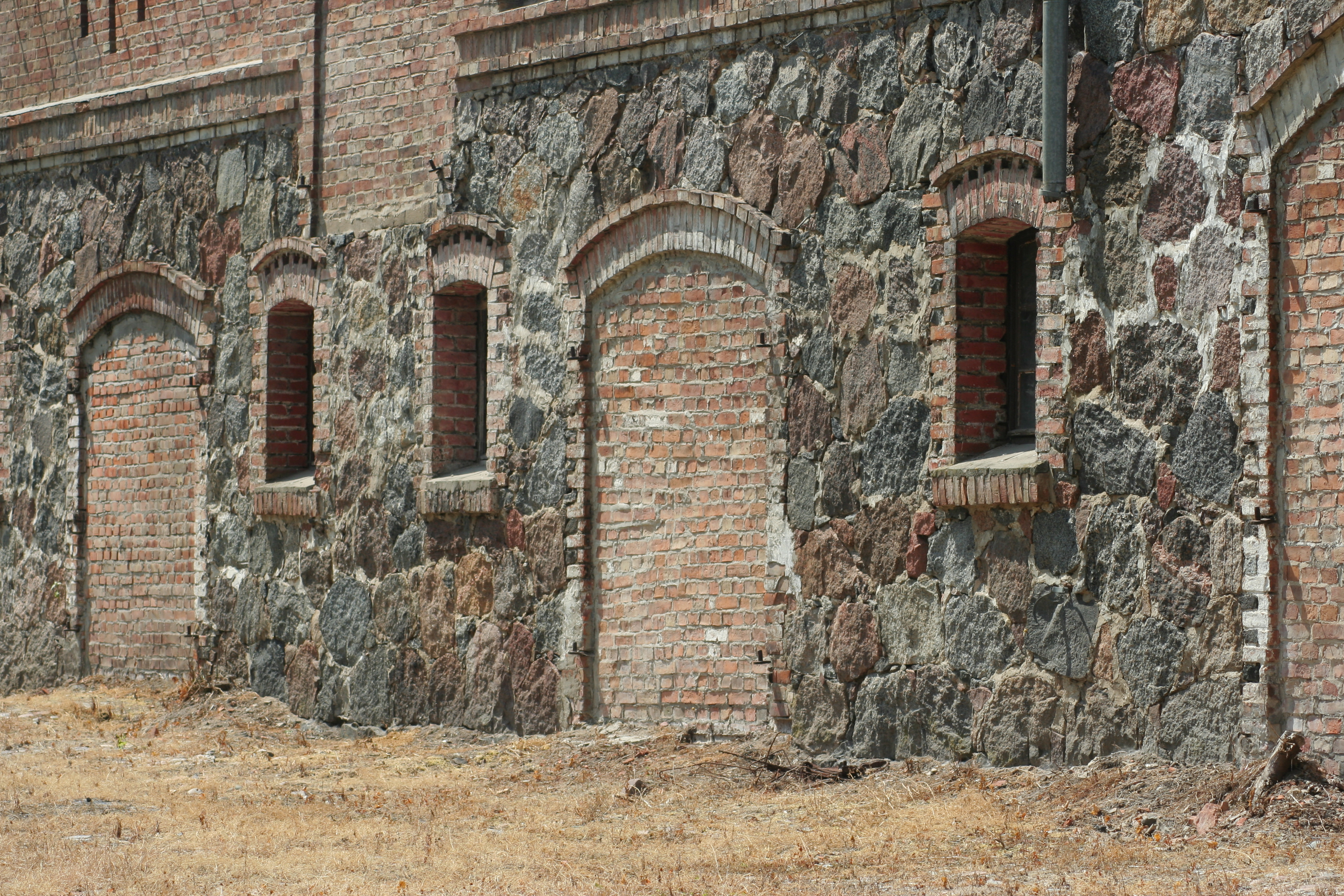
Juli 2010

Bis 1945 bildete Goddentow eine Landgemeinde im Landkreis Lauenburg i. Pom. im Regierungsbezirk Köslin der preußischen Provinz Pommern des Deutschen Reichs. Goddentow war dem Amtsbezirk Felstow zugeordnet.
Gegen Ende des Zweiten Weltkriegs besetzte im Frühjahr 1945 die Rote Armee die Region. Bald darauf wurde Goddentow zusammen mit Hinterpommern  von der Sowjetunion der Volksrepublik Polen zur Verwaltung überlassen. In Goddentow begann anschließend die Zuwanderung polnischer Zivilisten, von denen die einheimischen Dorfbewohner aus ihren Häusern und Gehöften gedrängt wurden. Das deutsche Dorf Goddentow wurde unter dem polonisierten Ortsbezeichnung ‚Godętowo‘ verwaltet. In der darauf folgenden Zeit wurden die einheimischen Dorfbewohner von der polnischen Administration aus Goddentow vertrieben.

### Demographie
| Jahr | Einwohner | Anmerkungen                                         |
| ---- | --------- | --------------------------------------------------- |
| 1818 | 115       | Dorf, adlige Besitzung, und adlige Mühle            |
| 1822 | 118       | Ortschaft mit Vorwerk Carolinenfeld und Wassermühle |
| 1852 | 212       | Dorf                                                |
| 1925 | 472       | darunter 322 Evangelische und 144 Katholiken        |
| 1933 | 458       | [ 9 ]                                               |
| 1939 | 655       | [ 9 ]                                               |

## Kirche

### Kirchspiel bis 1945
Die vor 1945 in Goddentow lebenden Dorfbewohner gehörten mehrheitlich der evangelischen Konfession an. Das evangelische Kirchspiel war in Goddentow. Die Kirchenbücher wurden in der Mutterkirche zu Zinzelitz aufbewahrt.
Das katholische Kirchspiel war in Roslasin.

### Polnisches Kirchspiel seit 1945
Die seit 1945 und Vertreibung der einheimischen Dorfbewohner anwesende polnische Einwohnerschaft ist überwiegend katholisch.
Hier lebende evangelische Polen sind in die Pfarrei der  Kreuzkirche in Stolp in der Diözese Pommern-Großpolen der Evangelisch-Augsburgischen Kirche in Polen eingegliedert. Kirchort ist Lębork (Lauenburg in Pommern).

## Verkehr

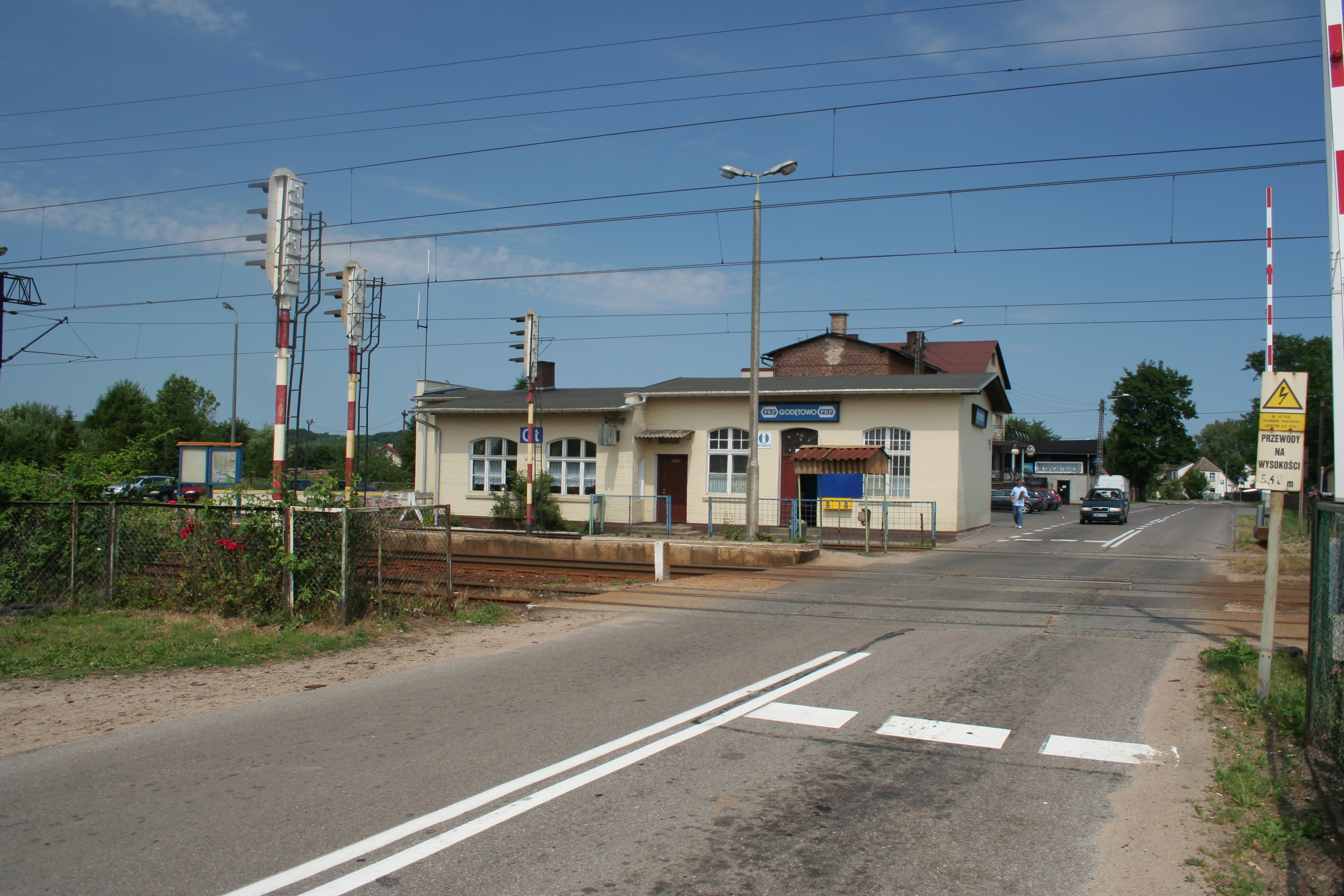
Bahnstation (2010)

An das Straßennetz ist der Ort über die polnische Landesstraße 6 (ehemalige deutsche Reichsstraße 2, heute auch Europastraße 28), angebunden, die von Stettin nach Danzig und weiter bis Pruszcz Gdański (Praust) führt.
Godętowo (bis 1945 Goddentow-Lanz) ist Bahnstation an der Staatsbahn-Strecke 202 von Danzig nach Stargard.